# آنتوان کلاماران
آنتوان کلاماران (فرانسوی: Antoine Clamaran‎؛ زادهٔ ۱۸ نوامبر ۱۹۶۴) یک موسیقی‌دان اهل فرانسه است.
سبک موسیقی وی هاوس و فرنچ هاوس است و بواسطهٔ آن شهرت فراوانی در فرانسه و اروپا دارد. ترانه مشهور او موسوم به «طلا»، در سال ۲۰۰۹ به رتبهٔ پنجم جدول ترانه‌های روسیه رسید.